# Gaius Gavius Silvanus
Gaius Gavius Silvanus (vollständige Namensform Gaius Gavius Luci filius Stellatina Silvanus) war ein im 1. Jahrhundert n. Chr. lebender Angehöriger der römischen Armee, der in den römischen Ritterstand (Eques) aufstieg. Durch eine Inschrift, die auf dem Gebiet von Augusta Taurinorum, dem heutigen Turin gefunden wurde, sind einzelne Stationen seiner Laufbahn bekannt.
Silvanus ließ in der Inschrift als erste Position seiner militärischen Laufbahn die eines ehemaligen Primus Pilus (primipilaris) in der Legio VIII Augusta festhalten. Im Anschluss diente er (in dieser Reihenfolge) als Kommandeur (Tribunus) der Cohors II vigilum, der Cohors XIII urbana und der Cohors XII praetoria.
Silvanus nahm an der Eroberung Britanniens im Jahr 43 n. Chr. unter Claudius (41–54) teil, wofür er folgende militärische Auszeichnungen erhielt (donis donato a divo Claudio bello Britannico): Torques, Armillae, Phalerae und eine Corona aurea. Er wird darüber hinaus in den Annalen von Tacitus an mehreren Stellen im Zusammenhang mit der Pisonischen Verschwörung des Jahres 65 n. Chr. als Tribunus der Praetorianer erwähnt. Durch eine der Stellen ist belegt, dass er in diesem Jahr Selbstmord beging.
Er war in der Tribus Stellatina eingeschrieben und stammte aus Augusta Taurinorum, wo er Patron (patrono colonia) war. Die Inschrift wurde ihm zu Ehren durch den dortigen Stadtrat (decreto decurionum) errichtet. Laut Ségolène Demougin wurde er nach seinem Primipilat in den Ritterstand aufgenommen.
Die Inschrift wird bei der Epigraphik-Datenbank Clauss-Slaby (EDCS) auf einen Zeitraum zwischen 54/65 datiert.

## Militärische Auszeichnungen
Laut Brian Dobson wurde von Emil Ritterling vorgeschlagen, dass Silvanus bereits Centurio war, als er seine militärischen Auszeichnungen erhielt. Dobson hält es für möglich, dass er die Auszeichnungen erhielt, als er Soldat der Prätorianer war, möglicherweise aber auch als Evocatus. Er hält es für gänzlich ausgeschlossen, dass Silvanus die Auszeichnungen als Primus pilus erhielt. Laut Valerie A. Maxfield entsprechen die militärische Auszeichnungen denjenigen, die üblicherweise an Soldaten im Range eines Evocatus oder Centurio verliehen wurden; sie nimmt an, dass er vermutlich Evocatus war. Ségolène Demougin folgt Ritterling und nimmt an, dass er als Centurio an der Eroberung Britanniens teilnahm. Arthur Stein gibt ebenfalls an, dass er seine militärischen Auszeichnungen als Centurio erhielt.

## Legio VIII Augusta
Stein geht davon aus, dass er als Centurio mit der Legio VIII Augusta an der Eroberung Britanniens teilnahm. Maxfield hält dies dagegen nicht für zwingend, es sei denn, man nimmt an, dass die militärischen Auszeichnungen für eine der in der Inschrift erwähnten Positionen vergeben wurden. Dobson sieht ihn bei der Eroberung Britanniens als Soldaten der Prätorianer.